# Orillia (Ontario)
Orillia ist eine Kleinstadt in Kanada in der Provinz Ontario im Simcoe County. Obwohl die Stadt Orillia dem Simcoe County zugeordnet ist, ist sie als single-tier municipality (einstufige Gemeinde) und separated municipality (abgetrennte Gemeinde) unabhängig von diesem. Orillia ist Teil der Zentralregion von Ontario.

## Lage
Orillia liegt im Golden Horseshoe (Goldenes Hufeisen), einer Region mit über 8,1 Millionen Einwohnern, die sich halbkreisförmig um das westliche Ende des Ontariosees bis zu den Niagarafällen erstreckt. Bekannt als „Sunshine City“ ist Orillia mit seinen großen Wasserflächen ein attraktiver Ort für Touristen. 

## Geschichte
Die Gründung von Orillia wurde im Jahr 1867 vorgenommen als Dorf, wobei die eigentliche Gründung einer Siedlung durch die Ureinwohner mehrere tausend Jahre zurückreicht. Archäologen haben Beweise entdeckt, dass die Wyandot und die Irokesen Stämme in der Region schon vor mehr als 4000 Jahren gefischt haben, als auch ihre Standorte für den Handel, die Fischerei und die Jagd hatten.
Das ehemalige Sommerhaus des Schriftstellers und Humoristen Stephen Leacock in Orillia gilt heute als von besonderem historischen Wert und wurde am 6. November 1992 zur National Historic Site of Canada erklärt.

## Bevölkerungsentwicklung
| 1841: | 200 Einwohner    | 1871: | 1.322 Einwohner  | 1881: | 2.911 Einwohner  |
| 1891: | 4.752 Einwohner  | 1901: | 4.907 Einwohner  | 1911: | 6.828 Einwohner  |
| 1921: | 8.774 Einwohner  | 1931: | 8.183 Einwohner  | 1941: | 9.705 Einwohner  |
| 1951: | 12.110 Einwohner | 1961: | 15.345 Einwohner | 1971: | 24.040 Einwohner |
| 1981: | 23.955 Einwohner | 1991: | 25.925 Einwohner | 1996: | 27.846 Einwohner |
| 2001: | 29.121 Einwohner | 2006: | 30.259 Einwohner | 2011: | 30.586 Einwohner |
| 2016: | 31.166 Einwohner |       |                  |       |                  |

## Klima
|                       | Jan  | Feb  | Mär  | Apr  | Mai  | Jun  | Jul  | Aug   | Sep  | Okt  | Nov  | Dez  |   |       |
| Mittl. Tagesmax. (°C) | −3,6 | −2,7 | 2,9  | 10,7 | 18,2 | 22,5 | 25,7 | 24,2  | 19,3 | 12,2 | 5,8  | −0,7 | ⌀ | 11,3  |
| Mittl. Tagesmin. (°C) | −8,4 | −7,7 | −2,1 | 5,7  | 12,9 | 17,1 | 20,6 | 19,4  | 14,8 | 8,2  | 2,2  | −4,8 | ⌀ | 6,6   |
|                       |      |      |      |      |      |      |      |       |      |      |      |      |   |       |
| Niederschlag (mm)     | 13,9 | 15,4 | 38,4 | 60,9 | 77,3 | 76,4 | 77,4 | 102,4 | 95,3 | 86,5 | 77,1 | 29,6 | Σ | 750,6 |
|                       |      |      |      |      |      |      |      |       |      |      |      |      |   |       |
| Regentage (d)         | 2,6  | 2,3  | 6,5  | 10,6 | 12,7 | 11,7 | 9,8  | 12,5  | 13,6 | 15   | 12,3 | 4,5  | Σ | 114,1 |

| −8,4 |

| −7,7 |

| −2,1 |

| 5,7 |

| 12,9 |

| 17,1 |

| 20,6 |

| 19,4 |

| 14,8 |

| 8,2 |

| 2,2 |

| −4,8 |

| −8,4 |

| −7,7 |

| −2,1 |

| 5,7 |

| 12,9 |

| 17,1 |

| 20,6 |

| 19,4 |

| 14,8 |

| 8,2 |

| 2,2 |

| −4,8 |

## Persönlichkeiten
- Adam Jamieson (* 1996), Radsportler
- A. Charles Baillie, Kanzler der Queen’s University
- James Bartleman, Diplomat und  Lieutenant Governor of Ontario
- William Bell, Autor
- David G. Benner, Psychologe und Autor
- Franklin Carmichael (1890–1945), Mitglied der Group of Seven
- Leslie Frost (1895–1973), Premierminister von Ontario
- Jake Gaudaur, Footballspieler
- Jake Gaudaur Sr., erfolgreicher Ruderer
- Walter Knox, Athlet und Leichtathletiktrainer
- John Lawless, Eishockeyspieler, in der „British Ice Hockey Hall of Fame“ geführt
- Stephen Leacock (1869–1944), Humorist
- Matt Lennox, Schriftsteller
- Doug Lewis (* 1964), Politiker und Anwalt
- Rick Ley (* 1948), Eishockeyspieler
- Gordon Lightfoot (1938–2023), Sänger und Songwriter
- Robert W. Mackenzie, Politiker
- Ethan Moreau (* 1975), Eishockeyspieler bei den Columbus Blue Jackets
- Jack Reid, Künstler
- Ted Roop, „Morning Radio Show“ Moderator - 104.1 The DOCK
- Herbert Jennings Rose (1883–1961), Klassischer Philologe, Hochschullehrer
- Geoff Sarjeant (* 1969), Eishockeytorwart
- Sir Samuel Steele, Soldat und Mitglied der Royal Canadian Mounted Police
- Toben Sutherland (* 1975), Freestyle-Skier
- Luke Wiles, Lacrosse-Spieler
- Elizabeth Wyn Wood (1903–1966), Bildhauerin
- Marnie Woodrow, Schriftstellerin